# Rudolf Birkl
Rudolf Birkl (* 27. November 1918 in Hof; † 27. Juli 2003 in München) war ein deutscher Politiker (CSU) und Journalist. Er veröffentlichte auch unter dem Pseudonym Rolf Kastner.

## Leben
Rudolf Birkl war der Sohn von Aloys Birkl, der in den 1920er Jahren die Geschichte der sozialistischen Bewegung in Hof, dargestellt im Rahmen der Gesamtbewegung beschrieb und Obmann der Ortsgruppe Hof des Fichtelgebirgsvereins war, weshalb Rudolf Birkl als Zehnjähriger beim Bau des Unterkunftshauses Seehaus die symbolischen drei Hammerschläge tätigen durfte.

### Studium und Militärdienst
Nach dem Abitur 1938 wurde Rudolf Birkl zum Militärdienst eingezogen und 1945 als Leutnant entlassen. Eine Kriegsverletzung zwang ihn, sein Medizinstudium zu unterbrechen. Nach dem Krieg studierte er Geschichte und Soziologie an der Universität Erlangen. 1949 erfolgte die Promotion zum Dr. phil.
Bei der Bundeswehr hatte er als Reserveoffizier zuletzt den Dienstgrad Oberstleutnant.

### Parteitätigkeit
Birkl trat bereits 1945 als eines der ersten Mitglieder in die CSU ein und war Mitbegründer des Kreisverbands Hof sowie 1946 in Lichtenfels Mitbegründer des Bezirksverbands Oberfranken. 1946/47 war er Mitglied des CSU-Landesvorstandes, bis 1948 Mitglied des CSU-Landesausschusses.
1947 war er an der Gründung der Jungen Union in Bayern und auf Bundesebene beteiligt, Mitglied der Arbeitsgemeinschaft CDU/CSU Deutschland und Delegierter im Parlament der Jungen Union. Von 1952 bis 1955 war er Stadtrat in Hof, dort ab 1953 auch kommissarischer Fraktionsvorsitzender. 1954 kandidierte er für den Stimmkreis Hof bei der Wahl für den 3. Bayerischen Landtag.
Von 1958 bis 1979 war er Pressereferent und Berater von fünf bayerischen Finanzministern von Rudolf Eberhard bis Max Streibl. 1960 fungierte er als Ritterknappe von Rudolf Eberhard, als diesem für seine „unbürokratische und unorthodoxe“ Steuerpolitik der Orden wider den tierischen Ernst verliehen wurde. Zum 1. Januar 1980 befand er sich im Ruhestand.

### Pressearbeit
Von 1949 bis 1956 arbeitete er als Politischer Redakteur und stellvertretender Chefredakteur beim Hofer Anzeiger und beim Zeitungsring Oberfranken in Hof und später in Bayreuth. Beim Verband der Reservisten der Deutschen Bundeswehr (VdRBw) war er als Landespressereferent Bayern für die Zeitung Die Reserve tätig. Auch im Ruhestand war er weiterhin als freier Publizist tätig. Unter anderem gab er zusammen mit dem Verleger Günter Olzog in München die Reihe Dokumente unserer Zeit heraus.
Birkl war Mitglied des Internationalen Presseclubs München und seit 1990 dessen stellvertretender Vorsitzender; ebenso war er Mitglied des Vereins Landtagspresse und des Bayerischen Presseclubs.

### Lehrtätigkeiten
Birkl war zeitweise Lehrbeauftragter an der Bayerischen Verwaltungsschule und der Beamtenfachschule.

## Ehrungen
Birkl erhielt 1979 den großen Ehrenteller des Peutinger-Collegiums in München und am 4. Juli 1991 den Bayerischen Verdienstorden.

## Publikationen
- Das Buß'sche Sozialreformprogramm als Vorläufer christlicher Parteiprogramme : Ein Beitrag zur deutschen Parteigeschichte, Hof/Saale, 1949 (Dissertation)[9]
- mit Manfred Schreiber: Zwischen Sicherheit und Freiheit, München/Wien, Olzog, 1977, ISBN 3-7892-7117-9
- Zehn Jahre Mittagskreis des Peutinger-Collegium e.V. : 1968 - 1978, München, Verlag Bayerischer Monatsspiegel, 1978[10]
- Vereinsreden : Musteransprachen und Hinweise für den Vereinsvorstand, Stuttgart/München/Hannover, Boorberg, 5. Auflage 1986, ISBN 3-415-01230-1